# The Game Awards
The Game Awards jsou herní ceny každoročně udělované za úspěchy v herním průmyslu. Ceremonie, z nichž první se konala v roce 2014, připravuje a moderuje herní novinář Geoff Keighley. Ten více než deset let produkoval předchozí ocenění Spike Video Game Awards. Během ceremonií jsou kromě předávání samotných cen představeny nové hry a odhaleny nové informace o dříve oznámených titulech.

## Seznam ceremonií
| Ceremonie | Datum konání | Hra roku                                | Místo konání                    | Sledovanost (v milionech) |
| --------- | ------------ | --------------------------------------- | ------------------------------- | ------------------------- |
| 2014      | 5. prosince  | Dragon Age: Inquisition                 | The AXIS (Las Vegas)            | 1,9                       |
| 2015      | 3. prosince  | Zaklínač 3: Divoký hon                  | Microsoft Theater (Los Angeles) | 2,3                       |
| 2016      | 1. prosince  | Overwatch                               | Microsoft Theater (Los Angeles) | 3,8                       |
| 2017      | 7. prosince  | The Legend of Zelda: Breath of the Wild | Microsoft Theater (Los Angeles) | 11,5                      |
| 2018      | 6. prosince  | God of War                              | Microsoft Theater (Los Angeles) | 26,2                      |
| 2019      | 12. prosince | Sekiro: Shadows Die Twice               | Microsoft Theater (Los Angeles) | 45,2                      |
| 2020      | 10. prosince | The Last of Us Part II                  | online událost                  | 83                        |
| 2021      | 9. prosince  | It Takes Two                            | Microsoft Theater (Los Angeles) | 85                        |
| 2022      | 8. prosince  | Elden Ring                              | Microsoft Theater (Los Angeles) | 103                       |
| 2023      | 7. prosince  | Baldur's Gate 3                         | Peacock Theater (Los Angeles)   | 118                       |
| 2024      | 12. prosince | Astro Bot                               | Peacock Theater (Los Angeles)   | 154                       |
| 2025      | 11. prosince | —                                       | Peacock Theater (Los Angeles)   | —                         |

## Kategorie

### Videohry a média
| Kategorie                             | Poprvé uděleno |
| ------------------------------------- | -------------- |
| Hra roku                              | 2014           |
| Nejlepší nezávislá hra                | 2014           |
| Nejlepší mobilní hra                  | 2014           |
| Nejlepší příběh                       | 2014           |
| Nejlepší hudba                        | 2014           |
| Nejlepší herecký výkon                | 2014           |
| Hry s přesahem                        | 2014           |
| Nejlepší akční adventura              | 2014           |
| Nejlepší hra na hrdiny                | 2014           |
| Nejlepší bojovka                      | 2014           |
| Nejlepší rodinná hra                  | 2014           |
| Nejlepší sportovní/závodní hra        | 2014           |
| Nejlepší multiplayer                  | 2014           |
| Nejočekávanější hra                   | 2014           |
| Nejlepší umělecká režie               | 2015           |
| Nejlepší herní režie                  | 2016           |
| Nejlepší VR/AR hra                    | 2016           |
| Nejlepší akční hra                    | 2016           |
| Nejlepší simulátor/strategie          | 2016           |
| Nejlepší audio design                 | 2017           |
| Nejlepší hra s dlouhodobou podporou   | 2017           |
| Nejlepší debut mezi nezávislými hrami | 2017           |
| Nejlepší podpora komunity             | 2019           |
| Hlas hráčů                            | 2019           |
| Inovace v přístupnosti                | 2020           |
| Nejlepší adaptace                     | 2022           |

| Kategorie               | Poprvé uděleno | Naposledy uděleno |
| ----------------------- | -------------- | ----------------- |
| Nejlepší remaster       | 2014           | 2014              |
| Nejlepší střílečka      | 2014           | 2015              |
| Vývojář roku            | 2014           | 2015              |
| Nejlepší kapesní hra    | 2017           | 2017              |
| Nejlepší studentská hra | 2017           | 2018              |

### Esport a tvůrci obsahu
| Kategorie                  | Poprvé uděleno |
| -------------------------- | -------------- |
| Nejlepší esportový atlet   | 2014           |
| Nejlepší esportový tým     | 2014           |
| Nejlepší esportová hra     | 2015           |
| Nejlepší esportový trenér  | 2018           |
| Nejlepší esportová událost | 2018           |
| Tvůrce obsahu roku         | 2018           |

| Kategorie                       | Poprvé uděleno | Naposledy uděleno |
| ------------------------------- | -------------- | ----------------- |
| Nejlepší fanouškovská tvorba    | 2014           | 2016              |
| Hráč v trendech                 | 2014           | 2017              |
| Herní cena od čínských fanoušků | 2017           | 2017              |
| Nejlepší esportový moment       | 2018           | 2018              |
| Nejlepší esportový host         | 2018           | 2020              |

### Čestné ceny
| Kategorie              | Poprvé uděleno | Naposledy uděleno |
| ---------------------- | -------------- | ----------------- |
| Industry Icon Award    | 2014           | 2018              |
| Global Gaming Citizens | 2018           | 2021              |
| Future Class           | 2020           | 2023              |
| Game Changer           | 2024           | —                 |